# Linia kolejowa nr 829
Linia kolejowa 829 – pierwszorzędna, jednotorowa, zelektryfikowana linia kolejowa, łącząca rozjazdy 99 i 100 stacji Warszawa Praga.
Linia w całości została zaklasyfikowana w kompleksową i bazowa towarową sieć transportową TEN-T.